# معيار بيئي
المعايير البيئية، لوائح إدارية أو قواعد القانون المدني المطبقة لمعالجة البيئة والمحافظة عليها. تضع الحكومة المعايير البيئية عادةً ويمكن أن تشمل حظر أنشطة محددة، وتفويض وتيرة الرصد وطُرقه، وطلب تصاريح لاستخدام الأرض أو المياه. تختلف المعايير حسب نوع النشاط البيئي.
يمكن استخدام المعايير البيئية لإصدار قوانين قابلة للقياس وقابلة للتنفيذ تعزز حماية البيئة. يُحدد أساس المعايير من خلال الآراء العلمية من مختلف التخصصات، ووجهات نظر عامة السكان، والسياق الاجتماعي. تكون عملية تحديد المعايير وتنفيذها نتيجة لذلك معقدة، وتوضع عادةً ضمن السياقات القانونية أو الإدارية أو الخاصة.
تختلف بيئة الإنسان عن البيئة الطبيعية. يعتبر مفهوم البيئة البشرية أن البشر مرتبطون بشكل دائم بمحيطهم، والتي ليست فقط العناصر الطبيعية (الهواء والماء والتربة)، ولكن أيضًا الثقافة والتواصل والتعاون والمؤسسات. يجب أن تحافظ المعايير البيئية على الطبيعة والبيئة، وتحميها من الضرر، وتصلح الأضرار السابقة التي سببها النشاط البشري.
تأثر تطوير المعايير البيئية تاريخيًا بإيديولوجيتين متنافستين: المركزية البيئية ومركزية الإنسان. تعتبر المركزية البيئية البيئة أنها ذات قيمة جوهرية منفصلة عن المنفعة البشرية، بينما تعتبر مركزية الإنسان البيئة أنها ذات قيمة في حال ساعدت البشرية على البقاء فقط. أدى ذلك إلى مشاكل في وضع المعايير.
ازدادت شعبية حراك حماية البيئية والوعي به في العقود الأخيرة، مع خطر الاحترار العالمي الذي أصبح مقلقًا أكثر من أي وقت مضى، منذ أن أصدرت الهيئة الحكومية الدولية المعنية بتغير المناخ تقريرها في عام 2018. يؤكد التقرير استنادًا إلى الأدلة العلمية أنه «من المتوقع أن تزداد الحرارة بين 1.5-2 درجة مئوية عن مستويات ما قبل الصناعة في الفترة بين 2030 و2052، إذا استمرت الأنشطة البشرية على هذا المعدل».
يجادل باسبي بأن التغير المناخي سيُحدد هذا القرن وأنه لم يعد تهديدًا بعيدًا. ازداد الإقبال على حماية البيئة في المقابل. شكلت تطورات العلوم أساسًا لوضع المعايير البيئية. سمحت القياسات والتقنيات المطورة للعلماء بفهم أفضل لتأثير الأضرار البيئية التي يسببها الإنسان على صحة الإنسان والتنوع البيولوجي الذي يكوّن البيئة الطبيعية.
توضع المعايير البيئية في العصر الحديث على أساس أن البشر لديهم التزامات تجاه البيئة، ويمكن تبريرها بالالتزامات تجاه البشر الآخرين، ويشير ذلك إلى إمكانية تقدير البيئة دون استبعاد مركزية الإنسان، وتسمى أحيانًا بمركزية الإنسان التحوطية أو المستنيرة. يتجلى ذلك بوضوح، إذ أن المعايير البيئية تميز غالبًا الحالة المرغوبة (يجب أن يكون الأس الهيدروجيني للبحيرة بين 6.5 و7.5 مثلًا)، أو التعديلات الحدية (قد لا يتضرر أكثر من 50% من الغابة الطبيعية). تستخدم الأساليب الإحصائية لتحديد الحالات المعينة واختصار المعايير البيئية القابلة للتنفيذ.
يمكن اعتبار العقوبات والإجراءات الأخرى للتعامل مع المناطق خارج الامتثال للمعيار جزءًا من التشريع.

## المؤسسات الحكومية التي تضع المعايير البيئية

### الأمم المتحدة
تعدّ الأمم المتحدة التي تضم 193 دولة عضو، أكبر منظمة حكومية دولية. للسياسة البيئية للأمم المتحدة تأثير كبير على وضع المعايير البيئية الدولية. أقرت الدول الأعضاء في قمة الأرض عام 1992، والتي عقدت في ريو، بتأثيرها السلبي على البيئة لأول مرة. حُددت الأهداف الإنمائية الأولى للقضايا البيئية خلال ذلك وخلال إعلان الألفية الذي تلاها.
تعززت مخاطر حدوث كارثة ناجمة عن الطقس المتطرف بسبب الإفراط في استخدام الموارد الطبيعية والاحترار العالمي منذ ذلك الحين. حددت الأمم المتحدة 17 هدفًا للتنمية المستدامة في اتفاقية باريس لعام 2015. تركزت الأهداف- إلى جانب مكافحة الفقر العالمي- على الحفاظ على الكوكب.
تحدد هذه الأهداف خط الأساس لحراك حماية البيئة العالمية. تناولت الأهداف المجالات البيئية للمياه والطاقة والمحيطات والنظم البيئية والإنتاج المستدام وسلوك المستهلك وحماية المناخ. تضمنت الأهداف تفسيرات حول الوسائط المطلوبة للوصول إليها. تتحكم مراجعات وطنية طوعية غير قابلة للإنفاذ في التنفيذ والمتابعة. يجري التحكم الرئيسي بواسطة القيم الإحصائية، والتي تسمى المؤشرات. تقدم هذه المؤشرات معلومات حول تحقيق الأهداف.

### الاتحاد الأوربي
تغطي اللوائح البيئية الأوروبية الهواء والتكنولوجيا الحيوية والكيميائية وتغير المناخ واقتصاد بيئي والصحة والصناعة والتكنولوجيا واستخدام الأراضي والطبيعة والتنوع البيولوجي والضوضاء وحماية طبقة الأوزون والتربة والتنمية المستدامة والنفايات والمياه.
تتشاور الوكالة الأوروبية للبيئة (EEA) مع الدول الأعضاء حول القضايا البيئية، بما في ذلك المعايير.
تتضمن المعايير البيئية التي حددتها التشريعات الأوروبية تركيزات بارامترية دقيقة للملوثات وتتضمن أيضًا التركيزات البيئية المستهدفة التي يتعين تحقيقها في تواريخ محددة.

### الولايات المتحدة
في الولايات المتحدة، يتم تطوير المعايير بشكل لامركزي. تم تطوير هذه المعايير من قبل أكثر من مائة مؤسسة مختلفة، العديد منها خاصة. طريقة التعامل مع المعايير البيئية عبارة عن نظام جمع مجزأ جزئيًا، والذي يتأثر بشكل أساسي بالسوق.

## اقتصاد
يتم تحديد المعايير البيئية في الاقتصاد من خلال دوافع خارجية. أولاً، تحتاج الشركات إلى الالتزام بالقانون البيئي للدول التي تعمل فيها. علاوة على ذلك، تستند المعايير البيئية على الالتزام الذاتي الطوعي مما يعني أن الشركات تطبق المعايير لأعمالها. يجب أن تتجاوز هذه المعايير مستوى متطلبات اللوائح الحكومية. إذا وضعت الشركات معايير بعيدة المدى، فإنها تحاول تلبية رغباتأ أصحاب المصالح.

## تأثير المنظمات غير الحكومية على المعايير البيئية
المنظمة الدولية للمعايير (ISO)
تطور المنظمة الدولية للمعايير (ISO) عددًا كبيرًا من المعايير الطوعية. يبلغ عدد الدول الأعضاء فيها 163 دولة، وتتمتع باتساع شامل. غالبًا ما تم نقل المعايير التي وضعتها ISO إلى معايير وطنية من قبل دول مختلفة. حوالي 363000 شركة ومنظمة في جميع أنحاء العالم حاصلة على شهادة أيزو 14000، وهي معيار للإدارة البيئية تم إنشاؤه لتحسين الأداء البيئي للمؤسسة والجوانب القانونية بالإضافة إلى تحقيق الأهداف البيئية. تتضمن معظم معايير الإدارة البيئية الوطنية والدولية سلسلة. أيزو 14000 في ضوء أهداف الأمم المتحدة للتنمية المستدامة، حددت المنظمة الدولية للتوحيد القياسي عدة عائلات من المعايير التي تساعد في تحقيق الهدف 13 من أهداف التنمية المستدامة والذي يركز على العمل المناخي من أجل الاحتباس الحراري.